# (3342) Fivesparks
(3342) Fivesparks – planetoida z pasa głównego asteroid okrążająca Słońce w ciągu 5 lat i 203 dni w średniej odległości 3,14 j.a. Została odkryta 27 stycznia 1982 roku przez zespół astronomów Oak Ridge Observatory. Nazwa planetoidy pochodzi od miejsca zamieszkania małżeństwa amerykańskich astronomów Newtona i Margaret Mayall, 5 Sparks St. w Cambridge w stanie Massachusetts. Planetoida otrzymała nazwę Fivesparks ponieważ nazwa Mayall została wcześniej użyta dla planetoidy (2131) Mayall nazwanej od Nicholasa Mayalla. Została zaproponowana przez B. L. Welthera. Przed jej nadaniem planetoida nosiła oznaczenie tymczasowe (3342) 1982 BD3.